# Yokozawa Shōgen
Yokozawa Shōgen (横澤吉久), né au milieu du XVIe siècle dans une famille de samouraïs, était un vassal de Date Masamune, daimyo du domaine de Sendai au Japon.

## Biographie
En septembre 1616, sur ordre de Date Masamune, Yokozawa se rend en Nouvelle-Espagne à bord du San Juan Bautista pour aller chercher son compatriote Tsunenaga Hasekura, qui revient d'une ambassade en Europe.
Le voyage est difficile, coûtant la vie à environ 100 hommes. Il arrive finalement à Acapulco en mai 1617. Il remet une lettre et certaines marchandises fournies par Masamune et est baptisé, recevant le nom chrétien de « Don Alonzo Halcado ».
Le navire repart en avril 1618 pour un quatrième voyage transpacifique ; parvenu aux Philippines, il est acheté par le gouvernement espagnol local pour « renforcer les défenses contre la Hollande par tous les moyens possibles ». Le franciscain Luis Sotelo choisit de rester aux Philippines, car la situation des chrétiens au Japon se dégrade, mais Yokozawa repart pour son pays avec Hasekura sur un navire de commerce en août 1620.
De retour au Japon, Yokozawa renonce à la foi chrétienne et brûle tous ses possessions reliées à cette foi. On ne connaît ni sa vie ultérieure, ni l'emplacement de sa tombe.